# Catalan Bay
Catalan Bay («la badia dels Catalans») és una badia i un poble de pescadors a la costa oriental de Gibraltar, a la banda contrària del penyal on es troba la ciutat de Gibraltar. La platja de Catalan Bay, coneguda popularment en castellà com la Caleta, és una de les dues platges de Gibraltar i un lloc turístic amb un hotel.

## Etimologia
L'origen del nom «Catalan» es deu al batalló de 350 catalans que van participar en l'expedició austriacista que va conquerir el penyal en la presa de Gibraltar (1704), durant la Guerra de Successió Espanyola. Va ser a la badia dels Catalans on va desembarcar aquest batalló i es van quedar per defensar la plaça. Després del tractat d'Utrecht, en el qual Felip V de Castella concedia Gibraltar i Menorca a la Gran Bretanya, s'hi van afegir emigrants menorquins. Hi ha una teoria, força estesa en la bibliografia del Camp de Gibraltar, que vol fer derivar el nom de la badia a la comprovada presència cada any de pescadors temporers catalans a les costes andaluses, de Màlaga a Huelva i fins i tot a l'Algarve portuguès. I encara hi ha una altra teoria més rocambolesca que afirma que «Catalan» podria venir d'una mala pronunciació anglesa de «la Caleta», atès que l'ús d'aquest últim seria considerablement més antic que el de «Catalan Bay» —el 6 de març de 1634 els pobles pesquers de la Tunara (la Línea de la Concepción) i la Caleta ja són esmentats en una Tramesa Reial sota la jurisdicció de Tercio del Mar de Marbella i Estepona del regne de Granada.

## Història

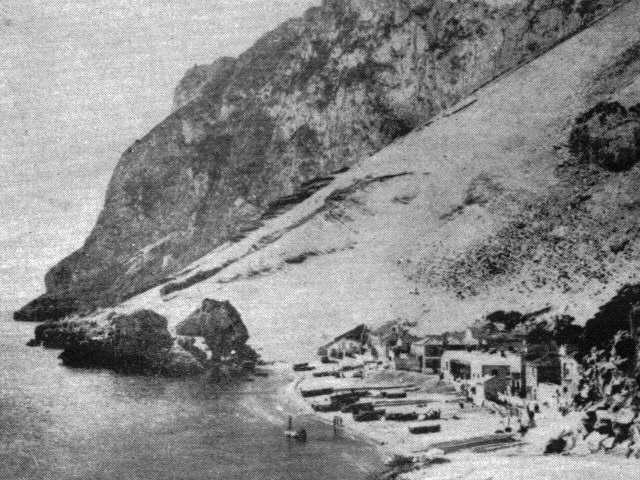
Vista mirant cap al sud de finals del segle XIX

Durant els segles xvii i xviii Catalan Bay va estar poblada per pescadors genovesos que formaven part d'un assentament més gran al llarg de la costa oriental del penyal. Això va fer que al segle xvii el genovès (dialecte del lígur) es parlés àmpliament entre els habitants, cosa que va provocar que el govern decidís publicar els seus avisos en genovès, a més de l'anglès i el castellà. El genovès va continuar parlant-se a la Caleta durant el segle xix, fins que va desaparèixer a les primeres dècades del segle xx.
El segle xix la zona era d'accés restringit i només hi podien viure els pescadors amb llicències de pesca controlades pel governador. Els habitants actuals són els descendents d'aquells pescadors, fonamentalment genovesos, coneguts col·loquialment com a caleteños.
En l'actualitat, la platja de Catalan Bay és la segona platja sorrenca més gran a Gibraltar i és molt popular tant entre els gibraltarenys com entre els turistes, que l'emplenen durant els mesos d'estiu. A Catalan Bay s'hi estableix un hotel, diversos restaurants (especialitzats en marisc fresc) i l'Església de la Nostra Senyora dels Dolors. Cada setembre l'estàtua de la Nostra Senyora dels Dolors es porta fins a la platja on el Bisbe de Gibraltar beneeix el mar en la que s'ha convertit en la principal cerimònia religiosa del poble.
Al nord de Catalan Bay es troba Eastern Beach, la platja sorrenca més gran i coneguda de Gibraltar. Cap al sud s'hi troba la platja de Sandy Bay, on a partir de 2002 hi acabava la carretera de la costa a causa del tancament del túnel Dudley Ward, el qual per raons de seguretat només va tornar a obrir a finals de 2010.